# Micha'el Racon
Micha'el Racon (hebrejsky: מיכאל רצון) je izraelský politik a bývalý poslanec Knesetu za stranu Likud.

## Biografie
Narodil se 21. května 1958 ve městě Petach Tikva. Sloužil v izraelské armádě, kde působil v jednotkách Sajeret Egoz, Sajeret Rimon a v Brigádě Golani. Dosáhl hodnosti plukovníka (Aluf Mišne). Vystudoval práva na Bar-Ilanově univerzitě. Absolvuje studium oboru dějiny na Telavivská univerzitě. Hovoří hebrejsky, anglicky a francouzsky.

## Politická dráha
Byl předsedou mládežnické organizace při stranách Cherut a později Likud. V Petach Tikva zasedal v samosprávě, působil jako člen poradního týmu při ministerstvu financí k otázkám pojišťovnictví. Řídil stavební firmu a pojišťovnu Avner.
V izraelském parlamentu zasedl poprvé po volbách do Knesetu v roce 1992, ve kterých kandidoval za stranu Likud. Mandát ale obdržel jako náhradník až v březnu 1996, tedy jen několik měsíců před volbami. Na práci Knesetu již se výrazněji nepodílel.
Znovu pronikl do Knesetu až ve volbách v roce 2003, opět za Likud. Byl členem finančního výboru, výboru pro ústavu, právo a spravedlnost, výboru House Committee a petičního výboru. V období březen 2003 – říjen 2004 působil coby náměstek ministra průmyslu, obchodu a práce.
Ve volbách do Knesetu v roce 2006 mandát neobhájil.